# Sellnickochthonius griseus
Sellnickochthonius griseus är en kvalsterart som först beskrevs av Hammer 1958.  Sellnickochthonius griseus ingår i släktet Sellnickochthonius och familjen Brachychthoniidae. Inga underarter finns listade i Catalogue of Life.